# Cheyou Dao
Cheyou Dao är en ö i Kina. Den ligger i provinsen Shandong, i den östra delen av landet, omkring 380 kilometer nordost om provinshuvudstaden Jinan.
Genomsnittlig årsnederbörd är 776 millimeter. Den regnigaste månaden är juli, med i genomsnitt 367 mm nederbörd, och den torraste är december, med 6 mm nederbörd.